# Bob Ryder
Bob Ryder (22 de octubre de 1956 - 24 de noviembre de 2020) fue un periodista de lucha libre profesional estadounidense y uno de los fundadores de Impact Wrestling (entonces Total Nonstop Action).
Ryder había sido un innovador en la comunidad de lucha libre en línea, ya que era el jefe del área de lucha libre profesional de Prodigy. Durante este tiempo, se convirtió en la primera persona en realizar una entrevista en línea para la World Wrestling Federation (WWF, ahora WWE), cuando entrevistó a Kevin Nash y Shawn Michaels durante WrestleMania XI en 1995. También fue el fundador de 1Wrestling.com y el webmaster del sitio web de Extreme Championship Wrestling (ECW). Durante Monday Night Wars, Ryder trabajó para World Championship Wrestling (WCW), donde fue coanfitrión de WCW Live con Jeremy Borash. Era amigo cercano del presidente de la WCW, Eric Bischoff. su voz y la de Borash fueron las últimas en ser escuchadas en una transmisión de WCW después de que fue comprada por WWF en 2001.
Preocupado por el monopolio de WWF en la industria de la lucha libre profesional después de la caída de WCW y ECW, Ryder convenció a Jeff y Jerry Jarrett para comenzar una promoción exclusiva de pago por visión en lo que se convertiría en NWA: Total Nonstop Action y ahora se conoce como Impact Wrestling. Ryder fue el primer empleado y el más antiguo en la historia de la empresa, y estuvo empleado desde su lanzamiento en 2002 hasta su muerte en 2020. Ocupó varios puestos en la empresa, incluido el de director de operaciones de viajes.
Durante los últimos años de su vida, Ryder luchó contra el mieloma múltiple. Inicialmente le dieron de tres a seis meses de vida, pero finalmente vio que su cáncer entraba en remisión. Sin embargo, su cáncer regresó y fue encontrado muerto en su casa de Nashville el 25 de noviembre de 2020 a la edad de 64 años. Había mantenido su puesto en Impact y trabajaba desde casa mientras se sometía a quimioterapia. En un comunicado emitido después de su muerte, Impact se refirió a él como «el corazón y el alma de la promoción». 1Wrestling.com cerró después de su muerte.

## Campeonatos y logros
- Total Nonstop Action Wrestling
  - TNA Hall of Fame (2024)[11]